# Paracentrobia subflava
Paracentrobia subflava är en stekelart som först beskrevs av Girault 1911.  Paracentrobia subflava ingår i släktet Paracentrobia och familjen hårstrimsteklar. Inga underarter finns listade i Catalogue of Life.